# Äktenskapsförmedling
Äktenskapsförmedling innebär ett stöd för något sätt föra två personer samman med målet att de ska bli tillsammans eller gifta sig.
Äktenskapsförmedling kan utföras av personer som har specialiserat sig på denna uppgift. Historiskt har detta varit vanligt i flera kulturer och det finns fortfarande kvar i många, till exempel i Indien. Rollen kan vara informell, det vill säga utföras av vänner och släkt, men också av personer som har detta som yrke. Även i dagens internetpräglade kulturer, återfinns äktenskapsförmedling som personlig tjänst, men ses då oftast som en exklusivare form av nätdejting.
Innan Internet med sina kommunikationsmöjligheter och även nu förekommer äktenskapsförmedling i form av annonssidor i tidningar där personer söker partner och även i form av förmedlingsföretag dit det gick att skicka sin egen profil och den önskade för partners och där sedan företaget försökte matcha profiler för att ge kontaktuppgifter till de två för att dessa sedan kunde ta kontakt.
I nutiden är nätdejting och teledejting möjligheter som kan ske antingen med hjälp av intresseprofiler och matchning som tidigare eller mer direkt där det i form av anonymitet går att diskutera intressen etc. direkt med potentiella partners för att sedan om intresse uppstår berätta sin riktiga identitet för att ta kontakt. 
En variant är speeddejting där personer i en speciell lokal får träffa en serie potentiella partners och där varje första kontakt bara varar en mycket kort stund, 10-15 minuter.